# César Charún
César Charún (Lima, 25 ottobre 1970) è un ex calciatore peruviano, di ruolo difensore.